# Wahdat

Wahdat, 2014

Wahdat (tadschikisch Ваҳдат / Wahdat; russisch Вахдат / Wachdat; bis 1936 Jangi-Bosor, bis 1992 Ordschonikidseabad, bis 2003 Kofarnihon) ist eine Stadt in Tadschikistan, etwa 20 km östlich der Hauptstadt Duschanbe, mit 45.693 Einwohnern (Stand Januar 2009).

## Lage
Die Stadt liegt zu beiden Seiten des Kofarnihon, der etwa 50 km nordöstlich der Stadt aus den beiden Quellflüssen (Sardai-Mijona und Sorbo) entsteht. Im Norden der Stadt mündet der Fluss Simigantsch in den Kofarnihon, im Süden Iljak, die weiter westlich außerhalb der Stadt in den Kofarnihon mündet. Wahdat ist am Ausgang des Romit-Tals platziert, in dem sich zahlreiche Erholungsgebiete und Sanatorien befinden.

## Geschichte
Wahdat wurde am 17. September 1927 gegründet und hieß damals Jangi Bosor (tadschikisch Янги-бозор, was „Neuer Markt“ bedeutet). Die Stadt diente als Zusatzmarkt für den großen Markt in Duschanbe, der jeden Montag stattfand (Duschanbe bedeutet auf Tadschikisch „Montag“). Am 3. April 1936 wurde nach dem sowjetischen Politiker Grigori Ordschonikidse umbenannt und trug den Namen Ordschonikidseabad (tadschikisch Орҷоникидзеобод) bis zum 25. Dezember 1991. Die Stadt wurde wieder umbenannt in Kofarnihon (tadschikisch Кофарниҳон, das bedeutet etwa „Zuflucht der Ungläubigen“), nach dem gleichnamigen Fluss. Nach dem Ende des Bürgerkrieges wurde die Stadt am 7. April 2003 zum letzten Mal umbenannt und trägt seitdem den Namen Wahdat (tadschikisch Ваҳдат, bedeutet „Einigkeit“).

## Stadtgliederung
Am 25. Dezember 1991 wurden die Stadt und die umliegenden Dörfer und Kommunen in einer administrativen Einheit vereint. Seitdem besteht Wahdat aus zehn Dschamoats (tadschikisch ҷамоат, „Dorfrat“) genannten Bezirken: Abdulwosijew, Tschujangaron, Simigantsch, Guliston, Romit, Dusti, Ismoilow, Tschorssu, Bahor und Burunow. Direkt zu der Stadt gehören ebenfalls die Gemeinden Rohati, Jakkatol und Kiptschok.